# قائمة أعمال أشرف عبد الباقي
هذه قائمة بمعظم الأعمال التي شارك بها أشرف عبد الباقي

## المسلسلات
- عائلة زيزو (مسلسل) 2017 عبدالعزيز
- نظرية الجوافة 2013
- أمنا الغولة 2011
- بني ادمين من عصر التنين 2011
- الزناتي مجاهد 2011
- مش الف ليلة وليلة 2010
- أبو ضحكة جنان 2009
- 7 شارع السعادة 2008
- شخلول 2006 شخلول
- من غير ميعاد 2005 احمد جابر
- ملاعيب شيحا 2004
- حكايات زوج معاصر 2003 محمود
- حضرة المحترم 1999
- بيت أبو الفرج 1998
- القنفد 1997
- الصبر في الملاحات 1995
- وجار البحث عن شحتة 1994
- ومازال النيل يجري 1993
- الناس بيزات 1993
- انا وانت وبابا في المشمش 1989

## سيت كوم
- عائلة زيزو. 2017
- أنا وبابا وماما. 2014
- حفيد عز. 2012
- راجل وست ستات 10 أجزاء 2006 - 2016 عادل

## الأفلام
- الفرقة 2013
- صياد اليمام 2009
- بوبوس 2009
- على جنب يا أسطى. 2008
- طباخ الريس 2008
- أشرف حرامي 2008 ضيف شرف
- لخمة راس 2006 نخنوخ
- خالي من الكوليسترول 2005 أيوب
- أريد خلعاً 2005 طارق
- عريس من جهة أمنية 2004 الخطيب الأول
- حب البنات 2004 مهيب
- صاحب صاحبه 2002 جاد
- حلو وكداب 2001
- رشة جريئة 2001 سلماوي
- كلام الليل 1999 بسطاوي
- حسن وعزيزة قضية أمن دولة 1999 حسن
- أشيك واد في روكسي 1999 حسن وتتك
- بيتزا بيتزا 1998 محسن
- ارض ارض 1998
- جبر الخواطر 1998 الدكتور شاكر
- ميت فل 1996 خيبتك يا
- إغتيال 1996 عادل
- رومانتيكا 1996
- قليل من الحب كثير من العنف 1995
- في الصيف الحب جنون 1995
- المقامر 1994
- الرايا حمرا 1994
- لا يا عنف 1993
- ليه يا بنفسج 1993 سيّد
- الباشا 1993 طارق
- إنذار بالطاعة 1993 عزيز
- غراميات سايس 1993 شوشو موتورز / شحتة السايس
- أجدع ناس 1993
- تحقيق مع مواطنة 1993 احمد
- خادمة ولكن 1993
- هرم للإيجار 1992 خميس
- الإرهاب والكباب 1992هلال
- آي آي 1992 أبو سريع
- جحيم امراة 1992
- دسوقي أفندي في المصيف 1992 فتحي
- دموع صاحبة الجلالة 1992 يبحث عن عمل صحفي
- خلي بالك من عزوز 1992 حسن
- الشرس 1992 زين
- الراقصة والحانوتي 1992
- آيس كريم في جليم 1992 نور
- الراقصة والشيطان 1992
- كيد العوالم 1991 مدحت
- يا مهلبية يا 1991
- المواطن مصري 1991 حسن
- اقتل مراتي و لك تحياتي 1990 إبراهيم
- جنان في جنان 1990 رجب
- امرأة ضلت الطريق 1990
- اللعبة الأخيرة 1990
- سيداتي آنساتي 1989 سامي
- الغني والفقير 1989 حامد
- جحيم تحت الماء 1989 هريدي
- اللعب بالنار 1989 سائق تاكسي
- المغتصبون 1989 الغفير أبو سريع
- ليلة القبض على بكيزة وزغلول 1988 عسكري
- سمك لبن تمر هندي 1988
- العودة والندم 1900

## المسرحيات
- تياترو مصر.
- لما بابا ينام 2003
- رد قرضي 1999 طلبه
- باللو 1995
- سيارة الهانم 1992
- لعبة الحب والجنان 1992
- بابانا عاوز كده 1992
- سباك الساعة 12 1991
- ولاد ريا وسكينة 1990
- بشويش 1990
- عفريت لكل مواطن 1988
- حلو وكذاب 1900
- شبورة 1900
- الحادثة المجنونة
- محدش يقدر عليهم

## أخرى
- يحكى إنه مع ابن إبنه - مسلسل إذاعي 2019
- اربعه في مهمه اذاعيه - مسلسل إذاعي 2018
- اتنين على مافيش - مسلسل إذاعي 2012
- جيم سؤال - برنامج 2011 بشخصه
- هيما في البريمة - مسلسل إذاعي 2009
- يا خميس يا جمعة - مسلسل إذاعي 2008 خميس
- دارك - برنامج 2008 بشخصه
- طرطأ وفنجل - برنامج 2008
- كوكب كراكيب - رسوم متحركة 2007 تيكو
- مقلب دوت كوم - برنامج 2004 مقدم البرنامج
- فوازير أبيض وإسود .... فوازير 1999
- كلاكيت - برنامج 1999 مقدم البرنامج
- التياترو - الفوازير 1998
- أبيض وأسود - الفوازير 1997
- حلو وكذاب - مسرحية 1992 صلاح
- عالم ورق - الفوازير 1990
- الخروج من الشرنقة - تمثيلية
- كده لا كده آه - سهرة تلفزيونية
- محاكمة في الزمن الضائع - سهرة تلفزيونية